# Buckholt
Buckholt – osada w Anglii, w hrabstwie Hampshire, w dystrykcie Test Valley. Leży 17 km na zachód od miasta Winchester i 113 km na południowy zachód od Londynu.